# Johann Breidenbach

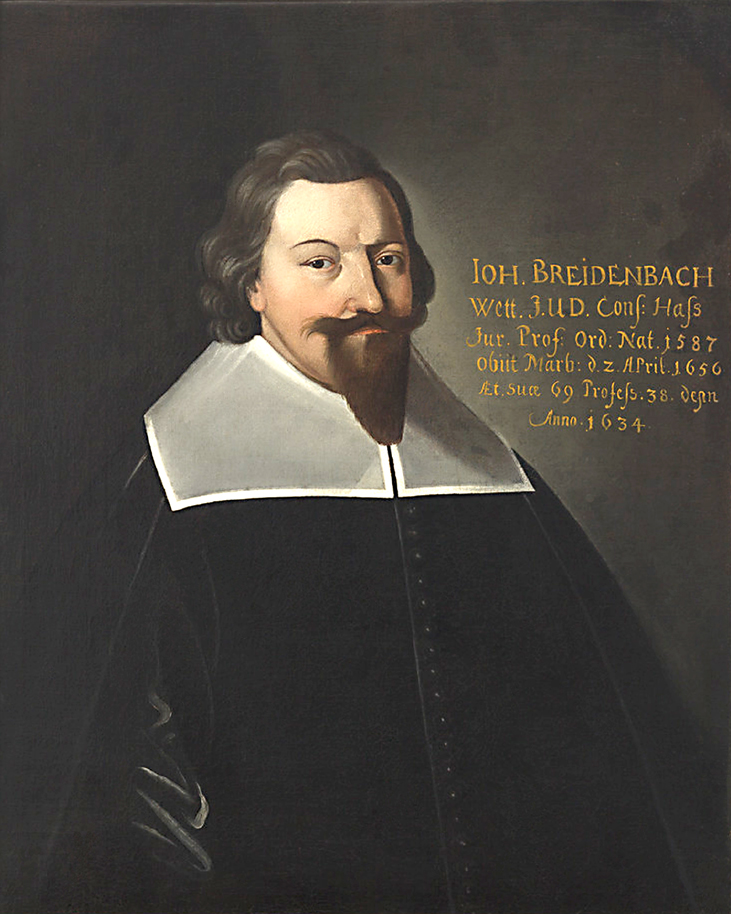
Johann Breidenbach

Johann Breidenbach (* 1587 in Kloppenheim; † 2. April 1656 in Marburg) war ein deutscher Moralphilosoph und Rechtswissenschaftler.

## Leben
Über Breidenbachs Herkunft und ersten Werdegang ist nichts bekannt. 1609 trat er als Student der Rechte an der Universität Gießen in Erscheinung. Zudem scheint er sich 1612 auch an der Universität Straßburg aufgehalten zu haben. Wo er sich akademische Grade erwarb, ist bisher verborgen geblieben. 1614 wurde er Professor der Ethik und 1616 Syndikus der Universität Gießen. 1618 wurde er Professor der Institute an der juristischen Fakultät ebenda und hessisch-darmstädtischer Rat.
Mit dem Umzug der Gießener Hochschule wechselte er 1625 an die Universität Marburg. In Marburg übernahm er die Professur der Pandekten und 1633 stieg er in die Professur des Kodex auf. Ab 1651 arbeitete er an der Ausarbeitung der Revision der hessischen Landesordnung und Neuordnung eines gleich gültigen hessischen Landrechts, welche Unternehmung nicht erfolgreich verlief. Zudem beteiligte er sich an den organisatorischen Aufgaben der Marburger Hochschule. So lässt er sich 1630, 1633 1635, 1644, 1653, 1655 als Dekan der juristischen Fakultät in Marburg nachweisen, 1626 war er Prorektor und 1641 gleichbedeutender Rektor der Marburger Alma Mater.

## Familie
Breidenbach war zweimal verheiratet. Seine erste Ehe schloss er mit Anna Catharina Heistermann, der Tochter des Bürgermeisters von Fritzlar Ludwig Heistermann und der Anna (geb. von Meseberg). Seine zweite Ehe ging er am 6. Mai 1645 mit Walpurgis, der Witwe des Landschreibers in Darmstadt Johann Daniel Weitzel, ein. Aus erster Ehe stammen Kinder. Von diesen kennt man:
1. Sohn Johann Ludwig Breidenbach (~ 12. März 1626 in Marburg; † 29. Juli 1626 ebenda)
2. Tochter Anna Rosina Breidenbach (~ 19. Juli 1627 in Marburg) ⚭ 2. Dezember 1656 mit Stefan Löwe
3. Sohn Johann Anton Breidenbach (~ 15. November 1629 in Marburg), 1655 Stud. jur., 1689 Amtsekretär in Eppenstein, ⚭ um 1664 Anna Maria Velter, Tochter des Schultheißen in Eppenstein Johann Velter
4. Wolfgang Adolph Breidenbach (~ 11. Dezember 1631 in Marburg) Burgmann in Holzhausen, ⚭ um 1668 mit Anna Ursula Bilgrim
5. Sohn Heinrich Ludwig Breidenbach (~ 22. September 1633 in Marburg) immatrikuliert 3. Juni 1659 Uni. Marburg,
6. Johann Helfrich Breidenbach (~ 10. Juni 1635 in Marburg) Oberrentmeister der Grafschaft Leiningen in Guntersblum, ⚭ 1663 mit Anna Catharina Valentin, Tochter des Oberschultheißen in Nildungen, Sie ⚭ II. Christian Dethmann
7. Tochter Maria Breidenbach (~ 12. Februar 1637 in Marburg)
8. Tochter Anna Catharina Breidenbach (~ 11. Oktober 1638 in Marburg; † 22. Dezember 1699 ebenda), ⚭ 20. November 1660 in Marburg mit dem Hofgerichtsadvokat in Marburg Lic. jur. Heinrich Klein (* 7. September 1631 in Marburg; † 8. Februar 1700 ebenda)

## Werke (Auswahl)
- Disputatio Iuridica, De Quinque Successionis Ab Intestato Ordinibus. Resp. Bernhard vom Bruche. Gießen, 1614
- Quaestionum Iuris Controversi Decades Tres. Gießen, 1614
- Disputatio Nomico-Politica. Resp. Johann Georg Pfeiffer. Gießen, 1616
- Positionum iuridicarum ad materiam fideiussionis dodecas. Resp. Heinrich Müller. Gießen, 1619
- Positionum iuridicarum ad materiam fideiussionis dodecas. Resp. Heinrich Müller. Gießen, 1619
- Conclusiones Legales De Iniuriis. Resp. Wilhelm Antoni. Gießen 1619
- Disputationem Iuridicam, De Obligatione Feudali. Resp. Philipp Eberhard Kessler. Gießen, 1620, (Digitalisat)
- Disputatio De Meritis. Resp. Georg Senner. Gießen, 1620, (Digitalisat)
- Assertiones De Inofficioso testamento. Resp. Johann Höfel. Gießen, 1621
- Oratio Seu Sylloge Rerum cottidianarum. Hamburg, 1626, (Digitalisat)
- Disputatio Iuridica De Successione Ab Intestato. Resp. Georg Daniel Ebel. Marburg, 1628, (Digitalisat)
- Disputatio Iuridica, De Pignoribus Et Hypothecis. Resp. Gerhard Fürstenau. Marburg, 1635, (Digitalisat)